# Adiós mi amor
«Adiós amor» es una canción escrita por Salvador Garza, y grabada por primera vez como una balada con banda sinaloense por Los Dareyes de la Sierra en 2008. En el año 2017, Christian Nodal grabó la canción e hizo su versión un bolero con mariachi.
En otras versiones el grupo chileno Noche de Brujas estrenó un cover como sencillo el 11 de mayo de 2018. El 3 de octubre de 2018, el dúo estadounidense Ha*Ash grabó una versión para Spotify Singles. Ese mismo año, la cantante peruana Daniela Darcourt grabó una versión salsa de la canción en el álbum homónino. Al año siguiente, Grupo 5 hizo su versión en cumbia de la canción y la agrupación mexicana Pandora grabó su propia versión para su álbum Más Pandora que nunca (2019).En el año 2023, la agrupación argentina de cumbia La Delio Valdez grabó su versión como un sencillo con la colaboración de Ke Personajes, Esta canción también fue grabada en  cover para género Bachata por Luis Martínez.

## Versión de Christian Nodal
En 2017, el cantautor mexicano Christian Nodal reversionó la canción para su álbum de estudio debut Me dejé llevar (2017), siendo su sencillo debut. Fue lanzada el 13 de enero de 2017 a través de Fonovisa Records. Alcanzó el número uno en el Top 20 General Mexican Songs Chart y el número dos en el Billboard Top Latin Songs de Estados Unidos, convirtiéndola en su primer éxito comercial y la que le dio reconocimiento en México. También ganó a la Canción Regional Mexicana del Año en los Premios Billboard de la Música Latina 2018.

### Antecedentes y lanzamiento
Para promover el lanzamiento de la canción, el cantante mexicano Julión Álvarez invitó a Nodal a cantar en el escenario en un concierto con entradas agotadas en Guadalajara, México, en diciembre de 2016.

### Rendimiento comercial
En los Estados Unidos, el sencillo entró en Billboard Hot Latin Songs y alcanzó su punto máximo en el número cuatro, mientras que la canción alcanzó el número uno en Billboard Canciones Regional Mexicana en 2017. La canción se convirtió en la primera canción regional mexicana en alcanzar uno de los cinco primeros lugares de las Hot Latin Songs desde 2016. En México, la canción alcanzó el número uno en la lista de Top 20 General Monitor Latino de México.

### Posicionamiento en listas
| Listas (2017)                    | Mejor posición |
| -------------------------------- | -------------- |
| El Salvador (Monitor Latino)     | 7              |
| EE. UU. (Bubbling Under Hot 100) | 5              |
| EE. UU. (Hot Latin Songs)        | 4              |
| EE. UU. (Regional Mexican Songs) | 1              |
| Guatemala (Monitor Latino)       | 7              |
| México (Monitor Latino)          | 1              |

### Certificaciones
| País (organismo certificador) | Certificación  | Unidades certificadas |
| ----------------------------- | -------------- | --------------------- |
| Estados Unidos (RIAA)         | 21x Platino    | 1 260 000             |
| México (AMPROFON)             | Diamante + Oro | 330 000               |

### Historial de lanzamiento
| País   | Fecha               | Formato                     | Discográfica    | Ref |
| ------ | ------------------- | --------------------------- | --------------- | --- |
| Varios | 13 de enero de 2017 | Descarga digital, Streaming | Universal Music |     |